# Chiyoda Kakō Kensetsu
Chiyoda Kakō Kensetsu K.K. (japanisch 千代田化工建設株式会社, Chiyoda Kakō Kensetsu Kabushiki kaisha, engl. CHIYODA Corporation) ist ein großes japanisches Unternehmen für Ingenieursdienstleistungen, das auf den Bau von industriellen Anlagen, insbesondere für die Öl- und Gasindustrie spezialisiert ist. Der größte Teil des Umsatzes wird außerhalb Japans generiert, vor allem im Nahen Osten.
Chiyoda war Ende der 60er Jahre mit dem Bau der Raffinerien von Dschidda und Riad in Saudi-Arabien beauftragt. Gegenwärtige Großprojekte sind Flüssiggasanlagen in Katar, das Sachalin II Projekt in Ostrussland, sowie eine Reihe von chemischen und pharmazeutischen Fabriken in Japan.